# Palinurus elephas
Palinurus elephas Fabricius, 1787 é uma espécie de crustáceo decápode da infraordem Palinura (lagosta), caracterizada por uma carapaça (cefalotórax) espinhosa. A espécie ocorre nas costas do Mediterrâneo, na costa ocidental europeia e nas costas da Macaronésia.

## Descrição, distribuição e hábitos
P. elephas pode alcançar até 60 cm de comprimento (normalmente não ultrapassa os 40 cm.).
Ocorre no leste do Oceano Atlântico, desde o sul da Noruega até Marrocos, e no Mar Mediterrâneo, excepto na sua zona mais oriental. Vive nas costas rochosas, abaixo da linhas da baixa-mar. É um animal nocturno que se alimenta de pequenos vermes, caranguejos e animais mortos, ocultando-se nas fendas das rochas quando amanhece.

## Captura
No Mediterrâneo é alvo de intensa captura por ser uma espécie com elevado valor comercial. Também é capturada, embora com menor intensidade, nas costas atlânticas de Portugal, Espanha, França e Grã Bretanha.
As décadas de pesca intensiva contribuíram para um considerável declínio da população desde os anos 70, levando a que este animal seja classificado como “Vulnerável” na Lista Vermelha da União Internacional para a Conservação da Natureza (IUCN).